# برايان كيني (فنان)
برايان كيني (بالإنجليزية: Brian Kenny)‏ هو فنان أمريكي، ولد في 1982 في هايدلبرغ في ألمانيا.

## وصلات خارجية
- الموقع الرسمي